# 11-та бригада територіальної оборони (Польща)
11-та Малопольська бригада територіальної оборони (') — військове з'єднання військ територіальної оборони Війська Польського. Бригада дислокується у м.Краків Малопольського воєводства.

## Структура
- штаб бригади, Краків

## Командування
- полковник Кшиштоф Ґонцерз[1]